# Platte pluimdrager
De platte pluimdrager (Valvata cristata) is een slakkensoort uit de familie van de Valvatidae. De wetenschappelijke naam van de soort werd in 1774 voor het eerst geldig gepubliceerd door Otto Friedrich Müller.